# Luowugou
Luowugou (kinesiska: 洛乌沟乡, 洛乌沟) är en socken i Kina. Den ligger i provinsen Sichuan, i den sydvästra delen av landet, omkring 390 kilometer söder om provinshuvudstaden Chengdu. Antalet invånare är 1 650. Befolkningen består av 768 kvinnor och 882 män. Barn under 15 år utgör 34 %, vuxna 15-64 år 60 %, och äldre över 65 år 4,0 %.
Genomsnittlig årsnederbörd är 1 211 millimeter. Den regnigaste månaden är juli, med i genomsnitt 275 mm nederbörd, och den torraste är januari, med 5 mm nederbörd.